# Seis días de Numea
Los Seis días de Nouméa era una carrera de ciclismo en pista, de la modalidad de seis días, que se disputaba en Numea (Nueva Caledonia). Su primera edición data de 1977 y se disputó hasta 2003, con algún paréntesis.

## Palmarés
| Año       | Ganadores                             | Segundos                           | Terceros                            |
| --------- | ------------------------------------- | ---------------------------------- | ----------------------------------- |
| 1977      | Paul Bonno Daniel Morelon             | Keith Oliver John Trevorrow        | Jean-Claude Lecourieux Jean Testard |
| 1978-1979 | ediciones no realizadas               |                                    |                                     |
| 1980      | Maurizio Bidinost Bernard Vallet      | Kelvin Poole Gary Sutton           | Daniel Gisiger Patrick Moerlen      |
| 1981      | Maurizio Bidinost Francesco Moser     | Serge Beucherie Alain Bondue       | Jean-Claude Lecourieux Roy Schuiten |
| 1982      | Diederik Foubert Daniel Gisiger       | Michael Grenda George West         | Pascal Carrara Jens Schröder        |
| 1983-1988 | ediciones no realizadas               |                                    |                                     |
| 1989      | Jamie Kelly Mark Victor               | Gary Anderson Stuart McLeay        | Gerd Dörich Udo Liehner             |
| 1990      | Andreas Beikirch Frank Kuhn           | Hervé Dagorne Éric Magnin          | Frédéric Aubert Christophe Bonte    |
| 1991      | edición no realizada                  |                                    |                                     |
| 1992      | Michel Dubreuil Scott McGrory         | Daniel Pandelé Dominique Père      | Graeme Miller Jeff Rutter           |
| 1993      | Tony Davis Stephen Pate               | Robert Bartko Stefan Steinweg      | Michel Dubreuil Christian Pierron   |
| 1994      | Jean-Claude Colotti Jean-Michel Monin | Michel Dubreuil Christian Pierron  | Scott McGrory Marc Rousseau         |
| 1995      | Serge Barbara Glen Thomson            | Graeme Miller Jean-Michel Tessier  | Christophe Capelle Pascal Chanteur  |
| 1996      | Michel Dubreuil Carlos Da Cruz        | Christian Pierron Andreas Walzer   | Jean-Michel Tessier Robert Sassone  |
| 1997      | Jean-Michel Monin Christian Pierron   | Jean-Michel Tessier Robert Sassone | Andy Flickinger Jérôme Neuville     |
| 1998      | Jean-Michel Tessier Robert Sassone    | Chris Jenner Andreas Walzer        | Thimothy Lyons Michael Rogers       |
| 1999      | Christian Pierron Robert Sassone      | Hilton Clarke Troy Clarke          | Steeve Clavier Nicolas Nagle        |
| 2000      | Danny Clark Graeme Brown              | Greg Henderson Lee Vertongen       | Gareth Atkins Nathan Clark          |
| 2001      | Jean-Michel Tessier Robert Sassone    | Steeve Clavier Nicolas Nagle       | Gareth Atkins Nathan Clark          |
| 2002      | Jean-Michel Tessier Adriano Baffi     | Franck Perque Jérôme Neuville      | Erik Weispfennig Stefan Steinweg    |
| 2003      | Robert Sassone Jean-Michel Tessier    | Erik Weispfennig Stefan Steinweg   | Franck Perque Fabien Merciris       |